# Albertslund
Albertslund é um município da Dinamarca, localizado na região oriental, no condado de Copenhaga.
O município tem uma área de 23 km² e uma  população de 27780 habitantes, segundo o censo de 2014.

## História
A cidade foi planeada e construída nos anos 1960 como uma experiência urbana. Inclui, desde a sua concepção, uma rede de ciclovias que permite as deslocações seguras dos alunos de casa para a escola. Cerca de 75% das crianças utilizam a bicicleta para irem à escola.

## Ciclovias
A cidade possui 130 km de ciclovias (comparado com 120 km de estradas) e 130 túneis e pontes reservados a ciclistas. Em Albertslund é possível percorrer toda a cidade de bicicleta sem encontrar um carro. 
A Rota Albertslund é a primeira ciclovia de grande dimensão que irá ligar a capital dinamarquesa a 20 municípios envolventes.